# Charaxes thespius
Charaxes thespius är en fjärilsart som beskrevs av Hans Fruhstorfer 1914. Charaxes thespius ingår i släktet Charaxes och familjen praktfjärilar. Inga underarter finns listade i Catalogue of Life.